# Неделя о Закхее
Неде́ля о Закхе́е (греч. Κυριακή του Ζακχαῖου) — последнее воскресенье перед подготовкой к Великому посту в Православных церквах. Следующее воскресенье после Недели о Закхее — это Неделя о мытаре и фарисее, начало богослужений с использованием Постной Триоди.
В Православной церкви на каждой литургии положено рядовое, или дневное чтение из Апостола и Евангелия. Для этой цели тексты Апостола и Евангелия разделены на зачала. Чтения начинаются на литургии Пасхи. Расписание рядовых чтений помещены в самих служебных Апостоле и Евангелии (какое зачало в какой день, какой седмицы года нужно читать на литургии). Это расписание состоит из двух частей, которые носят названия в Евангелии: «Сказание еже како на всяк день должно есть чести в седмицах всего лета» и «Сказание субботам и неделям святаго великаго поста». Расписание первой части рассчитано на 44 недели и 43 седмицы, на 302 дня; а расписание второй части рассчитано на семь седмиц и на шесть недель, на 48 дней. Общее количество недель и седмиц — 50 недель и седмиц, 350 дней. Между двумя Пасхами «расстояние» (количество недель и седмиц) различное. Оно может быть как меньше, так и больше 350 дней. Согласно Типикону, в последнее воскресение перед началом Постной Триоди должно читаться 94-е зачало Евангелия от Луки. Для этой цели каждый год, согласно уставу, совершается преступка или отступка евангельских чтений. Если «расстояние» между Пасхами < 350 дней, то совершается преступка — часть евангельских чтений пропускается (преступается). Если «расстояние» между Пасхами > 350 дней, то совершается отступка — часть евангельских чтений повторяется. Всё это сделано для того, чтобы в последнее воскресение перед началом Триоди на литургии читалось 94-е зачало:

Потом [Иисус] вошёл в Иерихон и проходил через него.  И вот, некто, именем Закхей, начальник мытарей и человек богатый, искал видеть Иисуса, кто Он, но не мог за народом, потому что мал был ростом, и, забежав вперёд, взлез на смоковницу, чтобы увидеть Его, потому что Ему надлежало проходить мимо неё. Иисус, когда пришел на это место, взглянув, увидел его и сказал ему: Закхей! сойди скорее, ибо сегодня надобно Мне быть у тебя в доме. И он поспешно сошёл и принял Его с радостью. И все, видя то, начали роптать, и говорили, что Он зашёл к грешному человеку; Закхей же, став, сказал Господу: Господи! половину имения моего я отдам нищим, и, если кого чем обидел, воздам вчетверо. Иисус сказал ему: ныне пришло спасение дому сему, потому что и он сын Авраама, ибо Сын Человеческий пришёл взыскать и спасти погибшее.
— Лк. 19:1—10
По имени Закхея-мытаря и называется эта Неделя (воскресенье) — Неделя о Закхее. Кроме евангельского чтения о начальнике мытарей Закхее, других литургических текстов и особенностей, в этот день связанных с Закхеем, нет.
Рассказ об искреннем покаянии Закхея является примером для приготовления христиан к покаянию в период Великого поста.